# Robert Rauschenberg

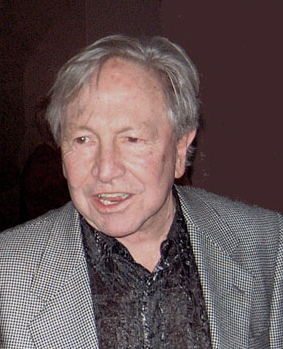
Robert Rauschenberg, 1999

Robert Milton Ernest Rauschenberg (* 22. Oktober 1925 in Port Arthur, Texas; † 12. Mai 2008 auf Captiva Island, Florida) war ein US-amerikanischer Maler, Grafiker, Fotograf und Objektkünstler und ein Wegbereiter der Pop Art im 20. Jahrhundert, obgleich sein vielschichtiges Werk sich nicht für diese Stilrichtung vereinnahmen lässt.
Rauschenberg glaubte, dass die von ihm angestrebte Wiedervereinigung der künstlerischen Bildwirklichkeit mit der Lebenswirklichkeit am besten dadurch erreicht werden könne, indem man Teile der realen Welt unverändert in die Kunst hereinholt.
So kombinierte er in seinen Werken etwa Tennisbälle, Autoreifen, Fahrräder und ausgestopfte Ziegen auf hintersinnige Weise. Anders als andere Materialkünstler veränderte er diese materiellen Reste der „realen Welt“ jedoch nicht, sondern beließ sie so, wie sie sind.

## Biografisches
Der Maler, der sich selber augenzwinkernd als „Straßenkötermischung“ bezeichnete, hatte deutsche und indianische Wurzeln: Sein aus Berlin stammender Großvater hatte eine Cherokee geheiratet. Rauschenberg lebte und arbeitete auf Captiva Island. Seit 1998 hatte er ein Hüftleiden; seit 2002 saß er im Rollstuhl nach einem Schlaganfall mit Lähmungserscheinungen. Die von ihm konzipierten Arbeiten wurden mit Hilfe von Assistenten umgesetzt. Robert Rauschenberg war Legastheniker.
2008 verstarb er im Alter von 82 Jahren auf Captiva Island, Florida.

## Künstlerische Einflüsse
Künstlerische Vorbilder und Wesensverwandte waren für Robert Rauschenberg vor allem deutsche Künstler wie der Dadaist Kurt Schwitters, der Maler und Kunsttheoretiker Josef Albers, aber auch der Fluxus-Künstler Joseph Beuys. Einen nicht zu unterschätzenden Bezugspunkt in der künstlerischen Entwicklung Rauschenbergs stellte aber auch Willem de Kooning dar. Als Hauptvertreter des abstrakten Expressionismus, der in der amerikanischen Nachkriegszeit führenden gegenstandslosen Malereiauffassung, wurde er mit Albers für Rauschenberg zum Anstoß einer persönlichen Rebellion.
Nach dem Studium am Kansas City Art Institute und der Académie Julian in Paris war die Farbfeldmalerei seines Lehrers Josef Albers am Black Mountain College North Carolina, das er seit 1948 besuchte, und die abstrakten Arbeiten de Koonings – vereinfacht ausgedrückt – für sein Verständnis zu wenig Teil der realen und formbaren Lebenswelt, die er verstärkt in seine Kunst-Leben-Gleichung zu integrieren suchte. Die von Albers geforderte Disziplin und der verlangte methodisch-theoretische Ansatz zur Schaffung von Kunst verführte Rauschenberg – wie er selbst sagte – dazu, immer „exakt das Gegenteil“ von dem, was Albers lehrte, zu tun. Anstatt die Farbtheorie Albers auf Leinwand umzusetzen, schnitt der junge Rauschenberg schwarze Quadrate aus Holz und malte aus Protest monochrome schwarze und weiße Bilder. Der Durchbruch folgte 15 Jahre später auf der Biennale in Venedig, wo er 1964 den internationalen Preis für Malerei erhielt.
Die von Rauschenberg mit de Koonings Einverständnis ausradierte Grafitzeichnung, ist die Ikone dieses Paradigmenwechsels in der Kunst der 1950er Jahre hin zur Pop-Art.

## Werk

### White, Black und Red Paintings
Den Schritt in die künstlerische Eigenständigkeit vollzog Rauschenberg 1951 mit den weißen Bildern, den sieben monochrom-weißen Tafeln seines White Painting, die er in seiner ersten Einzelausstellung in der Betty Parsons Gallery, New York, ausstellte, und die den Zweck hatten, „die Malerei auszulöschen“. Hier wurde das Thema „Stille“ ebenso thematisiert, wie die aktive Einbeziehung der tageszeitlichen Lichtverhältnisse oder der Schattenformen des Betrachters im Bild. Mit den aus herkömmlicher Wandfarbe gefertigten White Paintings thematisierte Rauschenberg den für sein Gesamtwerk durchgängigen Anspruch, Kunst und Leben zu verbinden. 1951 radierte er eine Zeichnung seines New Yorker Kollegen Willem de Kooning aus, eine nicht minder radikale Geste, mit der Übermacht des amerikanischen Abstrakten Expressionismus abzurechnen.
Die schwarzen Bilder entstanden ebenfalls um 1951. Hier ging Rauschenberg folgendermaßen vor: er bemalte die Leinwände mit glänzender schwarzer Farbe und übermalte diese anschließend mit matter schwarzer Farbe.
Robert Rauschenberg benutzte die Farbe Schwarz, um darunter die Spuren der Tradition und der eigenen Konditionierung verschwinden zu lassen und darauf ihr Grundvokabular neu zu erfinden. Schwarz stand bei Rauschenberg für die Selbstbeschränkung auf das Quasi-Nichts, das ihm bei der Suche nach sich selbst als Ausgangspunkt diente. Für Rauschenberg bedeutete Schwarz auch das Nicht-Wissen, wie es für ihn künstlerisch weitergehen würde.
Die Farbe Schwarz scheint mit einem Prozess der Transformation verbunden. Sie lässt sich als Mittel zur Grenzüberschreitung deuten – als Grenzüberschreitung vom Sichtbaren zum Unsichtbaren, vom Materiellen zum Spirituellen, vom Bewussten zum Unbewussten. Dass ausgerechnet schwarze Bilder Ausdruck eines Wandels sind, könnte mit ihren nächtlichen Eigenschaften erklärt werden. Die Nacht steht in der Mystik, Mythologie, der Kunst und Literatur für den Wandel. Das Sehen in der Dunkelheit verändert die Wahrnehmung. Je länger man sich in der Dunkelheit aufhält, je mehr man sich auf sie einlässt, desto klarer konturiert sich die Umwelt.
Der Prozess des Sehens rückt in den Mittelpunkt – ein bewusstes, vielleicht präziseres Sehen. Man mag sogar auch den Wunsch hinter sich lassen, die Umwelt erkennen zu wollen. Dann nämlich ermöglicht die Nacht die besondere Qualität des Nicht(s)-Sehens, das die Entsprechung zum Nicht-Wissen ist. Dieses Nicht-Wissen als eine Form von Reinigung wiederum ist Voraussetzung für einen Wandel.
Im Licht der Entwicklungsgeschichte des Abstrakten Expressionismus entsteht der Eindruck, dass die amerikanischen Künstler gerade in den Jahren zwischen 1950 und 1965 auch von der Idee getragen wurden, sich von dem prägenden Einfluss der europäischen Tradition loszusagen und mit New York – neben Paris – ein neues Zentrum der Avantgarde zu begründen. Vor diesem Hintergrund wirken die Black Paintings gleichsam wie der Ausdruck eines kollektiven Strebens nach künstlerischer Selbstbehauptung.
Mit offenen Augen auf ein schwarzes Bild zu blicken, ist mit dem Sehen in der Nacht vergleichbar. Der Künstler, der sich für Schwarz entscheidet, verlangt dem Auge ein Sehen ab, das sich an Dunkelheit gewöhnt: Der Blick trifft auf Schwarz; das vermeintliche Nicht(s)-Sehen-Können bewirkt ein Anders-Sehen-Können, ein differenzierteres Sehen: etwa das Erkennen von Nuancen in Struktur und Farbe. Die erschwerte Sicht erhöht die Konzentration auf das Sichtbare und Unsichtbare, vielleicht sogar auf das Wesen der Dinge und das eigene Selbst. Dies gilt zunächst für den Betrachter des Bildes, doch kann es auf einer existenziellen Ebene auch für den Künstler gelten. (vgl. Black Paintings)
Die roten Bilder entstanden aus Rauschenbergs Reaktion auf das Unverständnis den vorherigen weißen und schwarzen Bildern gegenüber. Sein Lehrer Albers hatte ihm Demut der Farbe gegenüber gelehrt und so versuchte er sich an die Farbe zu wagen, die in seinen Augen die schwierigste darstellte: rot.
Bis heute gilt diese Bilderserie der Weißen, Schwarzen und Roten als die Radikalste von Rauschenberg.

### Happenings, Musik und Theater
Mit der Betonung des Spannungsverhältnisses von Kunstwerk zu Lebenswelt knüpfte Rauschenberg direkt an die Arbeit seines Freundes John Cage an, der, um neue Klangbereiche zu erschließen, Alltagsgeräusche in seine Kompositionen mit aufnahm. Mit Cage und dem Tänzer Merce Cunningham war Rauschenberg immer wieder Initiator von Happenings und Theateraufführungen. Dabei trug er zumeist die Verantwortung für Bühnenbild, Kostüme und Requisite, aber auch für die Erarbeitung der Choreografie und trat selbst als Mitglied des aufführenden Ensembles auf. Zwischen 1964 und 1968 hatte er 11 Choreografien inszeniert.

### Combine Painting und Combines
Seine diesen Stil repräsentierenden Arbeiten entstanden zumeist in dem Zeitraum von 1953 bis Anfang der 1960er Jahre. Es handelt sich um neodadaistische Collagen, bestehend aus einer Kombination von Abstraktem Expressionismus und Pop Art, ausgedrückt durch Malereien in Verbindung mit darauf befestigten Gegenständen des täglichen Lebens (zum Beispiel Glühbirnen, Küchengeräten, Postkarten, Comics, Druckgrafik Blättern, Tapetenresten, ausgestopften Tieren, Radios etc.), die zum Teil übermalt wurden. Malerei wird mit Objekten „kombiniert“ und erweitert so hin zum dreidimensionalen Raum. Deshalb wird die traditionelle Grenze zwischen Malerei und Skulptur aufgehoben.
Rauschenberg meinte zu seinen Arbeiten, dass sie sich durch Wirklichkeit auszeichnen. Seiner Ansicht nach befand sich die Malerei am Scheideweg zwischen Kunst und Leben, und er versuche, die Lücke zu schließen, die sie trenne.
Die Beschäftigung mit Fundstücken, Material des Alltäglichen, hatte ihn in einer Werkphase beeinflusst, in der er sein Atelier mitten in New York aufgeschlagen hatte. Es entstanden die so genannten „Elemental Sculptures“, experimentelle Arbeiten aus Pflastersteinen und anderen Fundmaterialien, die er in der unmittelbaren Umgebung seines Ateliers vorfand. Die Skulpturen stehen zwischen „ready mades“ und dadaistischen Assemblagen, wobei Rauschenberg die Eigenheit dieser Fundstücke betonte und sie nicht in eine Kontextverschiebung umwerten wollte.
In diesen Werken ist einerseits maßgeblich die Entwicklung der Pop Art begründet, andererseits ist hier der Ausgangspunkt für Rauschenbergs weitere Werkentwicklung gelegt, insofern Bild und Skulptur als eigenständige Bereiche weiterverfolgt werden.
Bei den „Combines“ unterschied Rauschenberg die „Combine Paintings“ und die freistehenden „Combines“ wie zum Beispiel „Odalisque“ aus dem Jahre 1955/58 oder eines seiner bekanntesten mit dem Titel „Monogram“ (1959). Die Combines lassen oft eine satirische Absicht erkennen und sind ironische Paraphrasen von Träumen der Konsumgesellschaft und von typischen Figuren unserer Zeit.
Eines der eindrucksvollsten „Combine Paintings“ ist „First Time Painting“ (1961), das ursprünglich „Happening Theatre of the American Embassy“ hieß. Es entstand bei einem von Darthea Speyer organisierten Happening im Juni 1961 im Theatersaal der amerikanischen Botschaft in Paris. David Tudor spielte zu der Aktion auf dem Klavier die Komposition Variations II des amerikanischen Komponisten John Cage. Neben Rauschenberg nahmen auch Niki de Saint-Phalle, Jean Tinguely und Jasper Johns teil. Die dokumentarische Fotosequenz der Entstehung des Bildes zeigt Rauschenbergs malerische Entwicklung vom Abstrakten Expressionismus zur sukzessiven Übernahme von Pop Art Elementen der Alltagsrealität in einer ausdrucksstarken Synthese.

### Fotografie und Siebdruck

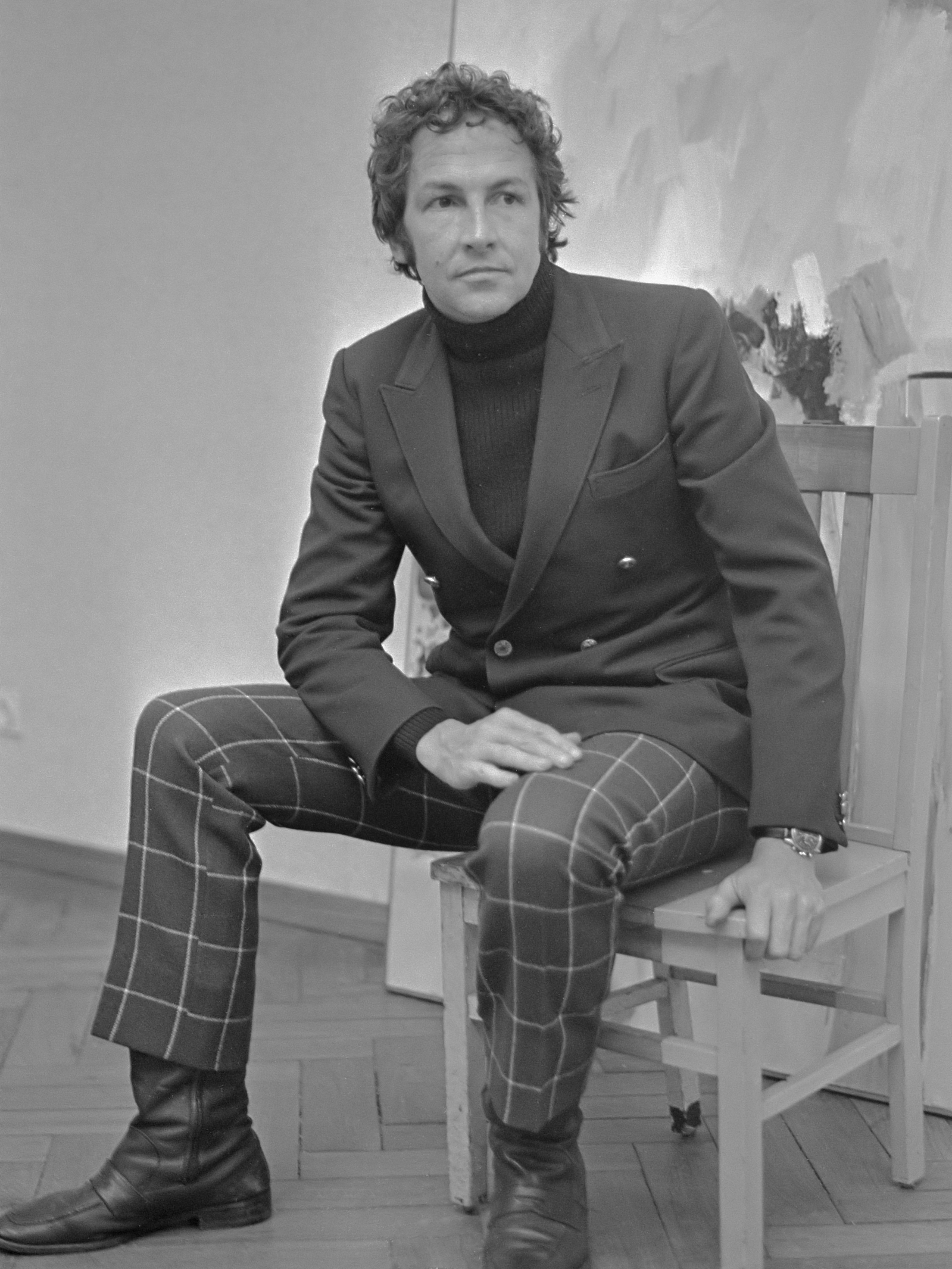
Robert Rauschenberg (1968)

1962 entdeckte Rauschenberg für sich das Siebdruckverfahren zeitgleich mit den ersten fotomechanisch vervielfältigten Siebdrucken von Andy Warhol. Aber anders als Warhol vermied er die stereotype Wiederholung und die Isolierung des Motivs zugunsten einer komplexen inhaltlichen Aussage, die das politisch-soziale Bewusstsein des Betrachters direkt anspricht: „Ich möchte die Leute wachrütteln“, so Rauschenberg, „ich möchte, dass die Leute das Material betrachten und darauf reagieren. Ihre individuelle Verantwortung möchte ich ihnen bewusst machen, sowohl für sich selbst wie für die übrige Menschheit. Wie einfach ist es, der Welt gegenüber selbstgefällig zu sein. Die Tatsache, dass du ein paar Groschen für eine Zeitung ausgibst, beruhigt fast schon dein Gewissen. Mit der Lektüre glaubst du bereits deinen Teil getan zu haben. Und du wickelst dein Gewissen in die Zeitung, so wie du deinen Abfall darin einwickelst.“
Im Herbst begann er, die Siebdrucktechnik auf seine Leinwände anzuwenden. Er entwickelte ein Transferverfahren von bedruckten Materialien (Bilder und Texte) mittels Lösungsmittel. Die Übertragung von dreidimensionalen Objekten, Textilien und von Stoffen auf die Fläche erzielte Rauschenberg durch lichtempfindlich gemachte Lithografie Steine. Dies erlaubte ihm die Kombination von frei ausgeführten Partien mit Lichtbildern und Objekten und somit von allen zur Verfügung stehenden Vorlagen. Weitere Vorteile des fotomechanischen Offset-Verfahrens lagen in deren Vergrößerung sowie in der Farbintensität.
Ebenfalls 1962 begann Rauschenberg mit ersten Lithografien. Aus der Zusammenarbeit mit verschiedenen Drucken übertrug er viele Kenntnisse auch zurück auf das Medium Zeichnung.
In kombinierten Techniken von Siebdruck und Lithografie entstanden grandiose Arbeiten mit dem oftmaligen Thema der Wechselwirkung von Mensch und Technik, wie zum Beispiel Booster (1967). Sie gehören zu den größten Drucken, die Rauschenberg hergestellt hat.
1970 gab Rauschenberg die Siebdruckserie "Currents" heraus. Sie besteht aus insgesamt 36 Tafeln und misst, in Reihen zu je 18 Tafeln gehängt, eine Gesamtlänge von 21 Metern. Rauschenberg collagierte für diese Serie eine Fülle von Zeitungsartikeln und Fotografien, welche monogram schwarz-weiß gehalten sind. In jeder Tafel bündelt er gesellschaftliche und politische Ereignisse aus einem Zeitraum von zwei Monaten. Rauschenberg verzichtete hier bewusst auf die für ihn sonst typische malerische oder zeichnerischen Hinzufügungen, was "Kambodscha" und der Protestbewegung "Earth Day" geschuldet war. Rauschenberg wollte sich in "Currents" ausschließlich durch Zeitungsartikel mitteilen.

### E.A.T.
Ende der 1960er bis Anfang der 1970er begann Rauschenberg, mit Elektronik zu experimentieren und gründete gemeinsam mit Billy Klüver das Projekt „Experiments in Art and Technology“ (E.A.T.). Es entstanden Bildobjekte und Skulpturen, die Klänge und Musik integrierten oder auf Geräusche reagierten. Das Ziel war die Gründung einer non-kommerziellen Gesellschaft, die die Zusammenarbeit zwischen Künstlern und Ingenieuren fördern sollte und die Hoffnung auf eine glückliche Zukunft der Weltgesellschaft.
So entstanden vier komplizierte, multimediale und auf Interaktion ausgelegte Arbeiten wie Oracle (1965), Soundings (1968), Solstice (1968) und Mud-Muse (1971).

### 1970er und 1980er Jahre sowie R.O.C.I.
In den 1970er Jahren versuchte sich Rauschenberg in unterschiedlichen Materialien wie Pappe (Cardboars und Cardbirs) und transparenten Geweben (Hoarfrosts) und er bemühte sich durch symmetrische Anordnung strukturell sehr ähnlicher Elemente die Wirkung zu steigern (Bifocals).
Seine Arbeiten besitzen Leichtigkeit, sie sind im Raum platziert und gelegentlich sind Boden und Decke miteinander verknüpft sowie mit halbtransparentem Gewebe bespannt. 1973/74 entstand zum Beispiel Sant’Agnese, Untitled (Venetian).
Es zeigte sich eine zögerliche Öffnung der Farbe gegenüber. Hier erkennt man den Einfluss Josef Albers – Rauschenbergs Lehrer am Black Mountain College. Dieser erlegte ihm einen bedächtigen Umgang mit Farbe auf.
Ende der 1970er Jahre begann Rauschenberg mit The ¼ Mile or 2 Furlong Piece: Die Arbeit sollte eine Antwort auf die Verwirrungen der damaligen Zeit wie Verzweiflung über Kambodscha oder Vietnam werden. Das Werk ist über 400 Meter lang und besteht aus Collagen, Gemälden und Objekten. Es ist ein unmittelbarer Reflex des Künstlers auf seine Zeit – eine Chronik seiner Imaginationen, Erlebnisse, Ängste und Obsessionen.
1983 besann sich Rauschenberg auf Techniken, die er 20 Jahre früher angewendet hatte. Hierbei ging es ihm um das Festhalten, Bergen und Konservieren von Bildern die ursprünglich in einem anderen Zusammenhang vorgesehen waren. Rauschenberg griff die Siebdrucktechnik wieder in breiterem Umfang für großformatige Leinwände auf. Nun entnahm er seine Motive nicht mehr den Massenmedien, sondern legte eigene Fotos zugrunde.
Die 1970er und 1980er Jahre waren für Rauschenberg allgemein eine Zeit der großen Projekte, Reisen und Kooperationen. 1971 verlegte er seinen Wohnsitz von New York nach Captiva Island, Florida, und gründete einen eigenen Verlag und ein Studio, außerdem Change Inc., eine gemeinnützige Organisation, die Mittel für in Not geratene Künstler bereitstellt.
1984 begann das weltumspannende Projekt Rauschenberg Overseas Culture Interchange (ROCI), eine Wanderausstellung mit einem wechselnden Bestand an rund 200 Kunstwerken, die in Zusammenarbeit mit Künstlern und Handwerkern in den jeweiligen Ländern entstanden sind. Der Künstler bereiste von 1984 bis 1991 zehn Länder, um das jeweils Kulturspezifische bildnerisch zu verarbeiten – in Zusammenarbeit mit den Künstlern vor Ort. Die Stationen waren Kuba und Chile, Venezuela, Tibet und Russland, Venezuela, Mexiko, Malaysia, Japan und Berlin – 1990 noch als Hauptstadt der DDR. „ROCI begann mit meinem Entschluss, etwas gegen die Weltkrise zu tun“, sagte er. „Statt Midlife Crisis ging ich eben auf Weltreise.“

Riding Bikes, Berlin, 1998

Das New Yorker Guggenheim Museum eröffnete 1998 Rauschenbergs Welttournee mit 400 – auch neueren – Werken. Die zweite Station war Houston im Bau des Museums of Fine Arts. Man sprach von einer Rauschenberg-Renaissance. Der 72-jährige Künstler war mit seiner 94-jährigen Mutter anwesend, tanzte nach der Vernissage im Bayou Club zu Waschbrettklängen einer Tejano-Band. Das erinnerte an die musikalische Ader des Allroundtalents und Grammypreisträgers, das 1951 bis 1965 in der Dance Company von Merce Cunningham mitwirkte, Bühnendekorationen schuf, choreographierte und komponierte. Die Werkshow, jedenfalls, ging anschließend mit 300 Werken in das Museum Ludwig nach Köln. Mit 80 Rauschenberg-Werken ist es die wichtigste und größte Sammlung in Europa. Dank des Sammlers Peter Ludwig, dem Entdecker und Förderer Rauschenbergs, lässt sich hier noch heute dessen Karriere bis zu den Anfängen verfolgen.
Die 1990 gegründete Robert Rauschenberg Foundation widmet sich als gemeinnützige Einrichtung wissenschaftlichen Forschungsprojekten und politisch-gesellschaftlicher Aufklärungsarbeit.
Der Künstler Rauschenberg ist neben diesen Aktivitäten immer präsent geblieben – die Bilder und Skulpturen der 1990er Jahre zeigen ihn als erfindungsreichen Fortführer des in den 1950er Jahren entwickelten Konzepts der „Combines“, das heißt seines Anspruchs einer möglichst verlustlosen Umsetzung von Realität in Kunst.

## Stellung in der Kunstkritik und kunsthistorische Einordnung
Rauschenbergs erste große Anerkennung war die Goldmedaille der Biennale in Venedig 1964. Für sein Cover zum Talking Heads Album Speaking in Tongues gewann er einen Grammy Award. 1998 wurde ihm der Praemium Imperiale verliehen, eine Art „Nobelpreis für Kunst“ des japanischen Kaiserhauses.
Robert Rauschenberg war Teilnehmer der documenta II (1959), der documenta III (1964), der 4. documenta (1968) und auch der documenta 6 im Jahr 1977 in Kassel. 1978 wurde er in die American Academy of Arts and Sciences und in die American Academy of Arts and Letters aufgenommen.
Kunsthistorisch gilt Rauschenberg als Vorbereiter der amerikanischen Pop Art, obwohl sein vielschichtiges Werk mehr als einer Stilrichtung zuzuordnen ist. „K(k)aum ein anderer Künstler des 20. Jahrhunderts hat so viele Gattungs- und Stilgrenzen übersprungen wie Robert Rauschenberg.“
Seine Verwendung von Alltagsgegenständen in den Combine paintings war wichtiges Beispiel der Methode der Assemblage, des Objet trouvé und der Arte Povera. Rauschenberg ist ein Künstler der Postmoderne. Rauschenberg stellte ständig in seinen Arbeiten die Fragen:
Wie wird etwas von wem wahrgenommen? Was ist Erinnerung und was Zeit, was ist ein Bild und was ein Objekt? Wie verhalten sich Produktion und Rezeption? Rauschenbergs Hauptthema war die Kommunikation und die Wahrnehmung. Auch interessierte ihn das erkenntnistheoretische Problem – die Frage, wie sich Kontinuität und Wandel zueinander verhalten.
Rauschenbergs bildnerisches Vorgehen basierte auf zwei Grundprinzipien der Moderne: Collage und Readymade und er war in erster Linie Grafiker und Maler. Er dachte in Flächen und verstand den Raum als Bewegungsraum – dies bestätigt sein tänzerisches Engagement. Ihn interessierten Materie, Gestalt, Funktion und Motorik; Gegenständliches mehr als Räumliches und Zeichen mehr als plastisches Volumen.
Für Rauschenberg konnte alles Kunst sein – es gibt eine Gleichberechtigung unter den Dingen. Alles kann der Kunst dienen, alles hat seine Schönheit und Berechtigung. Dies zeigte sich in seinen Werken formal: in seinen komplexen Arbeiten stößt man kaum auf eine hervorgehobene Mitte. Hierarchische Strukturen lehnte er ab und zieht eine demokratische Motivverteilung vor – ein gleichberechtigtes Nebeneinander der Motive.
Seine Kunst sucht direkten Kontakt zum Betrachter. Er schloss keine formalen Lösungen von vornherein aus und setzte sich über kulturelle, geografische und finanzielle Grenzen hinweg.
Unter den bildenden Künstlern war Rauschenberg der wichtigste und aktivste Protagonist einer Synthese von Kunst und Technik und seine Darstellungen sind in hohem Grad Ausdruck der kulturellen und sozialpolitischen Gegebenheiten der Phase, in der sie konzipiert und geschaffen wurden.

## Zitate
- „Für mich hat Kunst mit allem zu tun.“
- „Ich bin der Meinung, dass ein Kunstwerk wirklicher ist, wenn es aus Teilen der wirklichen Welt gemacht ist.“
- „Ich hasse Ideen, wenn ich doch mal eine habe, gehe ich spazieren, um sie zu vergessen.“
- „Kunst soll kein Konzept haben… Das ist das einzige Konzept, das für mich durchgängig gegolten hat.“
- „So etwas wie ein fertiges Kunstwerk, das gibt es für mich nicht.“
- "Meine Mutter mag meine Bilder. Aber sie will nicht, dass die Nachbarn wissen, was ich treibe."
- "Ich bin ein Straßenköter. Das sind die gesündesten."
- "Ich liebe die Gegenstände des Alltags."

## Wichtige Einzelausstellungen
- Robert Rauschenberg – Werke 1950–1980. Staatliche Kunsthalle Berlin, Kunsthalle Düsseldorf, Louisiana Museum of Modern Art Kopenhagen, Städelsches Kunstinstitut Frankfurt; Städtische Galerie im Lenbachhaus München. März 1980 – März 1981
- Robert Rauschenberg – Retrospektive. Solomon R. Guggenheim Museum, New York; The Menil Collection, Houston, Texas; Contemporary Arts Museum Houston, Houston, Texas; Museum Ludwig, Köln; Guggenheim-Museum Bilbao. September 1997 – März 1999
- Robert Rauschenberg – Combines. The Metropolitan Museum of Art, New York; The Museum of Contemporary Art, Los Angeles; Musée National d’Art Moderne, Paris; Moderna Museet, Stockholm. Dezember 2005 – Mai 2007
- Robert Rauschenberg – travelling ’70–’76. Haus der Kunst, München. Mai 2008 – September 2008
- Robert Rauschenberg: Gluts Museo Guggenheim de Arte Moderno y Contemporáneo, Bilbao. Februar 2010 – September 2010
- Robert Rauschenberg. Tate Modern, London. 1. Dezember 2016 – 2. April 2017
- Robert Rauschenberg: Erasing the Rules. SFMOMA, San Francisco 18. November 2017 – 25. März 2018